# Pandanus setistyla
Pandanus setistyla är en enhjärtbladig växtart som beskrevs av Otto Warburg. Pandanus setistyla ingår i släktet Pandanus och familjen Pandanaceae.
Artens utbredningsområde är Papua Nya Guinea. Inga underarter finns listade.